# ワルシャワ級モニター
ワルシャワ級河川モニター（英語: ORP Warszawa class River monitor）はポーランド海軍が建造したモニター艦の艦級である。

## 概要
本級はポーランド沿岸部の警備のためにポーランド海軍により建造された小型のモニターである。

## 艦形

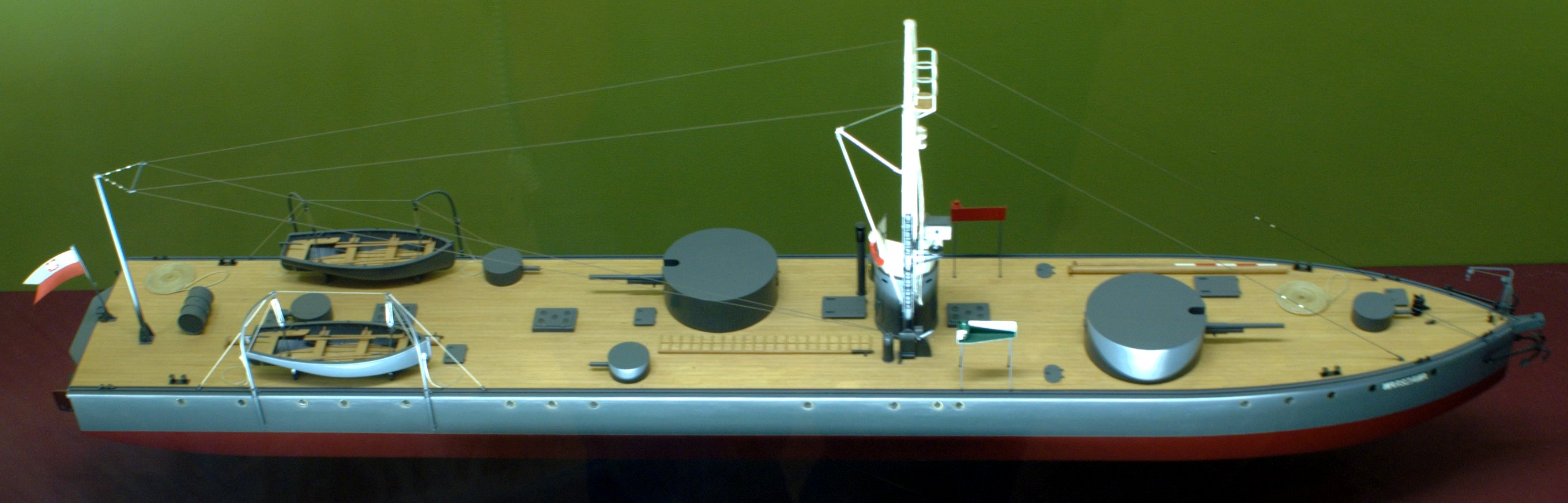
「ワルシャワ」の模型

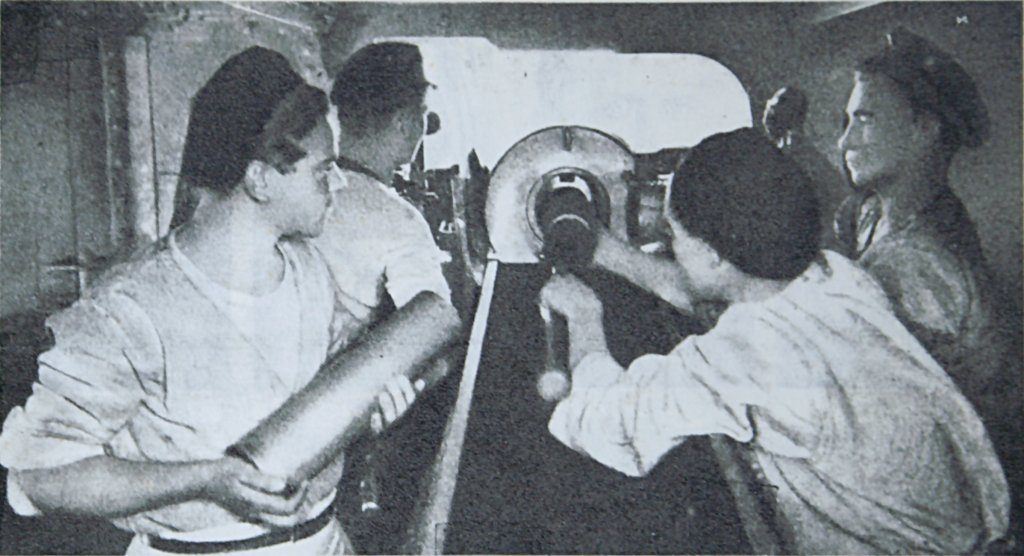
「ピンスク」の主砲装填作業の写真

本級の基本構造は浅い吃水の平甲板型船体に断片防御程度の装甲で覆われた舷側防御と司令塔と砲塔を持つモニターとして建造された。船体の形状はタライのように広く、浅く、整形されて座礁しにくい形状となっており、艦首に付いた錨は十字型の簡素な物で、アンカー・ベッドは無く、錨鎖により巻き上げられた後、艦首の錨穴にぶら下げられる。
垂直に切り立った艦首から背の低い円筒形の単装式の砲塔が1基、船体中央部に円筒形の司令塔を基部に持つ操舵艦橋と頂上部に見張り所を持つ背の高い簡素な1本マストとディーゼル機関の排気管が立つ。その背後に2番主砲塔が1基配置された。近接戦闘用に甲板上には主砲塔と同形状の7.92mm単装機銃を納めた機銃塔が主砲の死角を補う位置に数基が配置されていた。舷側の艦尾側に2本1組のボート･ダビットを片舷に1組ずつ計2組で艦尾に置かれた艦載艇を運用した。艦尾水面下にディーゼル機関2基2軸に繋がれたスクリューに挟まれるように、前後に長く上下に短い長方形の一枚舵を配置していた。

## 同型艦
- ワルシャワ（ORP Warszawa）

ドイツ、ダンツィヒ造船所で「ワルシャワ（ORP Warszawa）」として1920年起工、1920年8月13日竣工。1939年9月18日にボランスキー橋の近くのピナ川で自沈処分。1939年9月にソ連軍により浮揚・修理後、1939年10月24日に「ヴィーツェプスク（Vitebsk）」と改名されてソ連海軍で就役。1941年9月18日にキエフ近郊のChotinkiで自沈処分。
- ホロディシュチェ（ORP Horodyszcze）

ドイツ、ダンツィヒ造船所で「ホロディシュチェ（ORP Horodyszcze）」として1920年起工、1920年8月20日竣工。1939年9月18日に ボランスキー橋の近くのピナ川で自沈処分。1939年10月6日にソ連軍により浮揚・修理後、1939年10月24日に「ブルイスク（Bobrujsk）」と改名されてソ連海軍で就役。Kozarowiczeの近くのドニエプル川でドイツ陸軍の戦車の砲撃によって大破。1941年8月30～31日に自沈処分。
- トルニ（ORP Toruń）

ドイツ、ダンツィヒ造船所で「トルニ（ORP Toruń）」として1920年起工、1920年10月12日竣工。竣工後に「（ORP Mozyrz）」に改名、1939年8月18日にLachewskie湖の近くの近くのピナ川で自沈処分後、ソ連軍により浮揚。1939年10月24日に「ヴィーンヌシャ（Vinnica）」と改名されてソ連海軍で就役。1941年7月15日にノヴァヤ･ベリカ(Novaja Belica)の浜辺でドイツ陸軍の戦車の砲撃で大破され、1941年7月16日に自沈処分。
- ピンスク（ORP Pińsk）

ドイツ、ダンツィヒ造船所で「ピンスク（ORP Pińsk）」として1920年起工、1920年10月20日竣工。1939年9月18日にNyrcza近郊のピナ川で自沈処分。1939年9月にソ連軍により浮揚・修理後、1939年10月24日に「ジトミール（itomir）」と改名されてソ連海軍で就役。1941年8月9日にSvaromije近郊の浜辺で大破、1941年9月8日に自沈処分。